# مقاطعة نوبليز (مينيسوتا)
مقاطعة نوبليز (بالإنجليزية: Nobles County)‏ هي إحدى مقاطعات ولاية مينيسوتا في الولايات المتحدة الأمريكية.